# Makarino (Polistowskoje)
Makarino (ros. Макарино) – wieś (ros. деревня, trb. dieriewnia) w zachodniej Rosji, w osiedlu wiejskim Polistowskoje rejonu bieżanickiego w obwodzie pskowskim.

## Geografia
Miejscowość położona jest nad rzeką Makarinka, 15 km od centrum administracyjnego osiedla wiejskiego (Krasnyj Łucz), 26 km od centrum administracyjnego rejonu (Bieżanice), 149 km od stolicy obwodu (Psków).

## Demografia
W 2020 r. miejscowość zamieszkiwało 6 osób.